# Castoroidea
Castoroidea – nadrodzina gryzoni z infrarzędu bobrokształtnych w obrębie podrzędu Supramyomorpha.

## Systematyka
Do nadrodziny Castoroidea należy jedna występująca współcześnie rodzina:
- Castoridae Hemprich, 1820 – bobrowate

Opisano również rodziny wymarłe:
- Eutypomyidae G.S. Miller & Gidley, 1918
- Rhizospalacidae Thaler, 1966